# Idlib
Idlib (tiếng Ả Rập: ادلب) là một thành phố ở tây bắc Syria, thủ đô của tỉnh Idlib, và 59 km (37 dặm) về phía tây nam Aleppo. Nó có độ cao gần 500 mét (1.600 ft) trên mực nước biển. Trong cuộc điều tra dân số năm 2004 của cục Thống kê Trung ương, Idlib có dân số 98,791 (điều tra dân số 2004) và năm 2010 dân số của Idlib lúc đó có khoảng 165.000 (điều tra dân số 2010). Cư dân đa phần là người Hồi giáo Sunni, Mặc dù cũng có một thiểu số Kitô hữu đáng kể. Idlib được chia thành sáu quận chính: Ashrafiyeh (đông dân nhất), Hittin, Hejaz, Downtown, Hurriya, và al-Qusur.
Là một trung tâm nông nghiệp lớn của Syria, vùng Idlib rất có ý nghĩa lịch sử, có nhiều "thành phố chết" và nhiều đồi nhân tạo. Idlib chứa các thành phố cổ của Ebla, từng là thủ đô của một vương quốc hùng mạnh. Các vương quốc cổ đại của Nuhašše và Luhuti phát triển mạnh mẽ trong tỉnh trong thời đại đồ đồng và đồ sắt.

## Lịch sử

### Nội chiến Syria
Trong cuộc nổi dậy dân sự năm 2011, Idlib là trọng tâm của các cuộc biểu tình và chiến đấu trong giai đoạn đầu của cuộc nội chiến Syria. Khi cuộc nổi dậy trở thành cuộc xung đột vũ trang, Idlib trở thành trọng tâm của một chiến dịch nổi dậy, tạm thời chiếm thành phố và tỉnh bao quanh, trước cuộc tấn công của chính phủ vào tháng 4 năm 2012. Sau đó, lực lượng chính phủ tái chiếm thành phố và tỉnh mà phiến quân đã kiểm soát sau một tháng chiến đấu, trước khi thực thi nỗ lực của thỏa thuận ngừng bắn được đề xuất bởi Kofi Annan. Sau cuộc tấn công ở Idlib năm 2015, quân đội liên minh nổi dậy thành công trong Trận đánh Idlib thứ hai và chiếm được thành phố một lần nữa, cũng như bao vây thị trấn Al-Fu'ah và Kafriya, nơi đa số dân chúng là người hồi giáo Shia ở phía bắc thành phố Idlib.
Vào tháng 4 năm 2015, thủ phủ tạm thời của Chính phủ lâm thời Syria của phe đối lập Syria được đề xuất là Idlib, trong tỉnh Idlib.